# Tombe de Clytemnestre
 (juillet 2021).
Si vous disposez d'ouvrages ou d'articles de référence ou si vous connaissez des sites web de qualité traitant du thème abordé ici, merci de compléter l'article en donnant les références utiles à sa vérifiabilité et en les liant à la section « Notes et références ».
La tombe de Clytemnestre ou tombe dite de Clytemnestre, est un monument funéraire situé sur le site de Mycènes dans le Péloponnèse en Grèce.

## Désignation
La tombe a été nommée d'après Clytemnestre, épouse d'Agamemnon, et reine de Mycènes. Avec son amant Égisthe, elle assassine son mari de retour de la guerre de Troie. Mais comme pour la tombe d'Égisthe, située à proximité, il n'y a pas d'indication permettant de vérifier que Clytemnestre ait été enterrée dans cette tombe.

## Description
La tombe est située à l'extérieur de l'enceinte de la forteresse de Mycènes à proximité de la tombe dite d'Égisthe. Elle est constituée d'une salle enterrée ou tholos, avec un couloir d'accès, le dromos.
Le dromos a une longueur de 37 m et une largeur de 6 m.
Le tholos enterré a un diamètre de 13,5 m et son dôme de pierre effondré avait une hauteur de 13,5 m.

## Quelques vues du monument

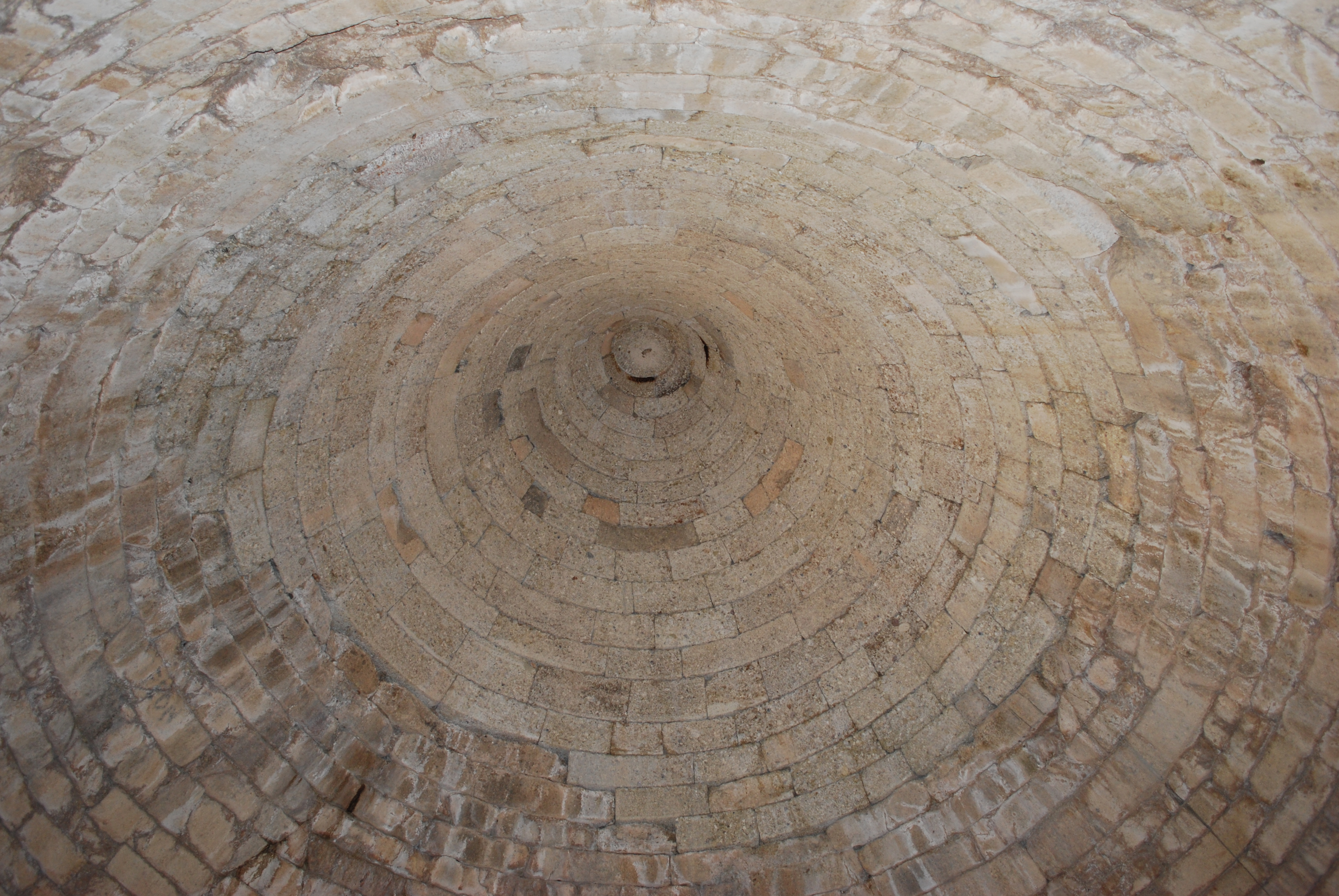
Dome du tholos
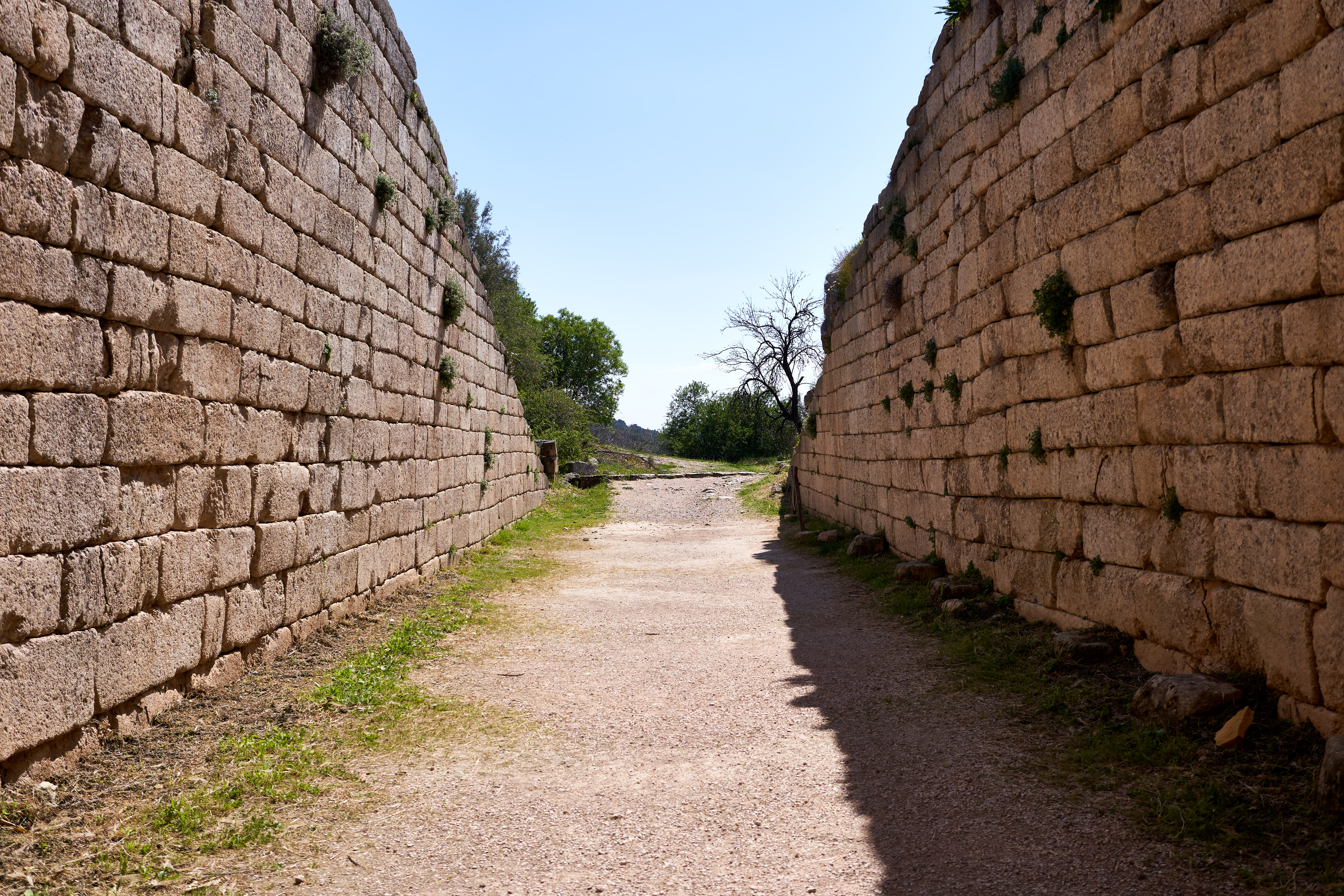
Sortie du dromos.
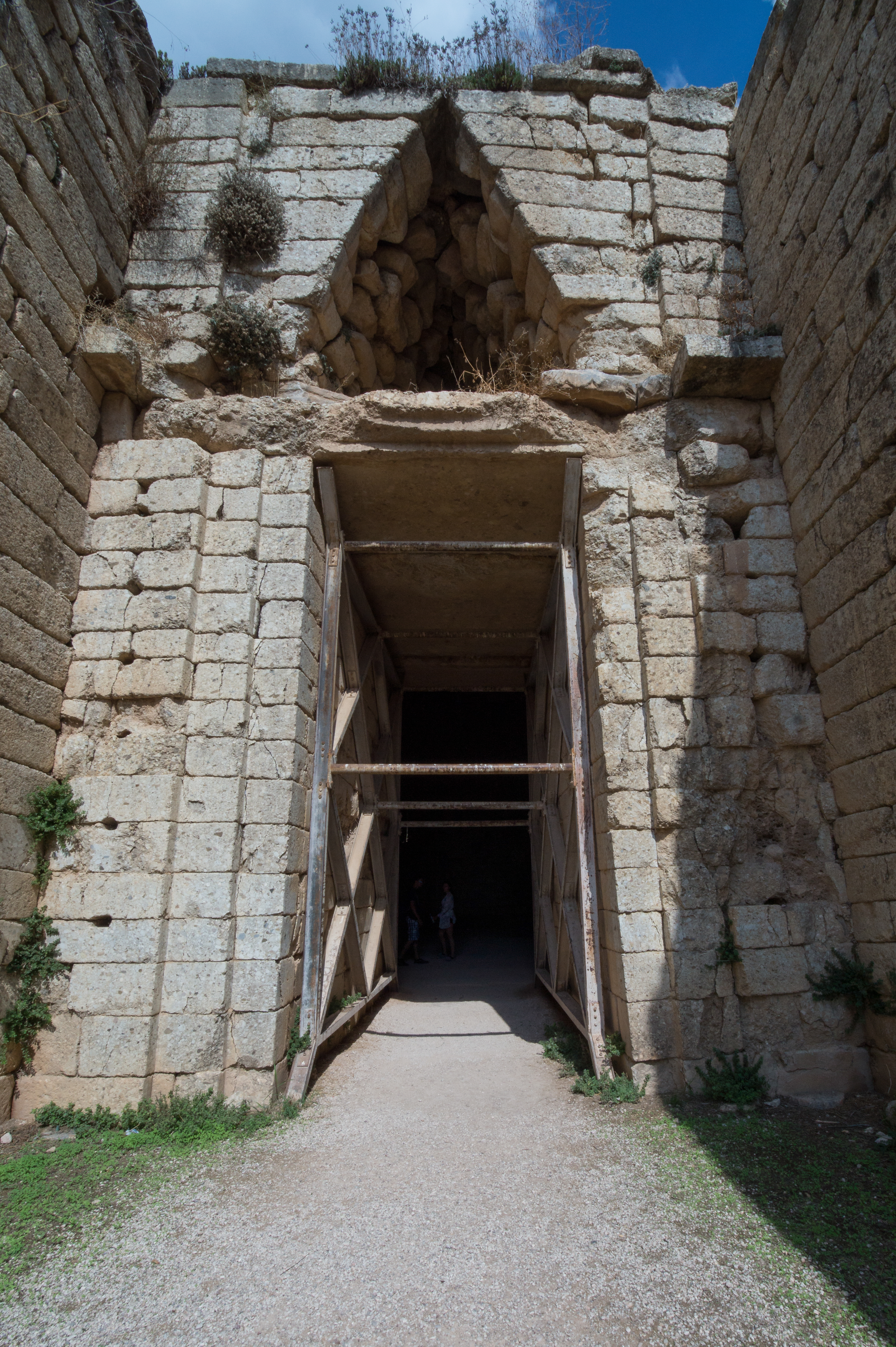
Porte monumentale d'entrée du tholos.